# Camelien-Polka
Camelien-Polka, op. 248, är en polka av Johann Strauss den yngre. Den framfördes första gången den 29 januari 1861 i Wien.

## Historia
Som tack för att ha emottagit en kejserlig orden anordnade Johann Strauss förläggare Carl Hasllinger en välgörenhetsbal i Dianabad-Saal den 29 januari 1861. Han kallade balen "Kameliabalen" och bad Strauss att komponera ett verk till evenemanget. Strauss skrev en polka som han lämpligt nog kallade för Camelien-Polka. Haslinger lovade att ge varje dam som kom en kamelia. Men den ovanligt kalla vintern fanns inte en enda kamelia att tillgå i Wien. Men tack vare att Haslinger hade publicerat Strauss polka på rekordfart fick varje dam ett exemplar av noterna till Camelien-Polka istället.

## Om polkan
Speltiden är ca 2 minuter och 59 sekunder plus minus några sekunder beroende på dirigentens musikaliska tolkning.